# Teràpia breu estratègica
La teràpia breu estratègica és un corrent de psicoteràpia desenvolupat per Milton Erickson, Salvador Minuchin, Jay Haley i d'altres que es basa en la perspectiva sistèmica i el constructivisme de Gregory Bateson.
El corrent de la teràpia breu estratègica proposa un tipus de psicoteràpia humanista, que utilitza els recursos de la persona i del seu entorn per a trobar un mètode per a resoldre el problema. Com el seu nom indica, el model també promou que el canvi sigui en el temps més breu possible. El model proposa trencar amb el concepte psicoanalític de la resistència del pacient i de la inevitable llarga durada del tractament. Ans al contrari, vol convertir el terapeuta en l'aliat del pacient per a resoldre un problema sense adherir al pessimisme i desdeny moral inherent a la psicoanàlisi. Vol un accés pragmàtic als problemes. S'oposa a les assumpcions psicoanalítiques i platòniques que l'autoexploració i la consciència del pacient contribueixin al canvi de la seva conducta.